# Městečko (Nespeky)
Městečko je vesnice, která je součástí obce Nespeky. Leží v širokém údolí mezi kopci obklopeno lesy a polnostmi a přiléhá k Sázavě, která se zde kroutí v táhlém meandru. Je zde jeden z četných jezů na Sázavě, který dává možnost jak koupání, tak i rybaření. Leží na „staré benešovské silnici“ (II/603) mezi Benešovem a Prahou v místech, kde se silnice přibližuje k řece Sázavě (přibližně 35 km od Prahy).
Vesnice stojí okolo procházející silnice mezi obcemi Nespeky a Poříčí nad Sázavou. Nachází se zde rodinné domy se zahradami, rekreační objekty, hotel Ve Mlejně i knihovna s bývalou hasičskou zbrojnicí. Na návsi je zrekonstruovaná zvonička z roku 1850.Tu věnovali ke cti a chvále Boží manželé Jan a Anna Bitzanovi. A to její kamennou část, v roce 1858 ji doplnili o kříž před ní na zděném soklu. Za okupace(1939-1945) byl původní zvon nacisty zrekvírován pro válečné využití. Po 2.světové válce tehdejší starosta a mlynář v Městečku ing.Vainer nechal na vlastní náklady odlít nový zvon. Ten byl ny zvoničku zavěšen a poté požehnán v roce 1946. Od začátku 70. let se na zvon více než 30 let nezvonilo. Poté 6. června 2006(a to v 18 hodin)se souhlasem Obecního úřadu začali zase místní obyvatelé zvonit. Ve všední den zvoní jen klekání-v 18 hodin. A v sobotu,neděli a ve svátky také v poledne. A k tomu také na přání pozůstalých zvonívají i umíráček na rozloučení se zemřelým.
První písemná zmínka o vesnici pochází z roku 1497.
Zmínky o vesnici k jednotlivým rokům:
- 1497 Miesteczko za rzeku
- 1542 na vsi Městečku
- 1560 ves Nezpieky, ves Miesteczko;
- 1654 Miesteczko, ves
- 1720 Miestecžko, ves
- 1757 ves
- 1841 Muesteczko
- 1847 ves
- 1854 Městečko, osada Poříčí nad Sázavou
- 1904 osada obce Nezpeky
- 1921 ves
- 1939 Stadtel/Městečko
- 1945 Městečko

| Rok  | Obyvatel | Domů |
| ---- | -------- | ---- |
| 1713 | –        | 5    |
| 1788 | –        | 10   |
| 1843 | 109      | 13   |
| 1900 | 191      | –    |
| 1921 | 165      | 27   |
| 1930 | 185      | 37   |
| 1950 | 248      | 10   |
| 1970 | 143      | 42   |
| 1991 | 99       | 31   |
| 2001 | 119      | –    |
| 2011 | 167      | –    |

1. ↑  Roky 1950 a 1991 a se započtením chat.

## Galerie

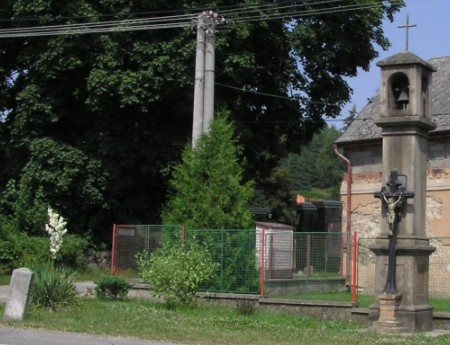
Zvonička na Návsi
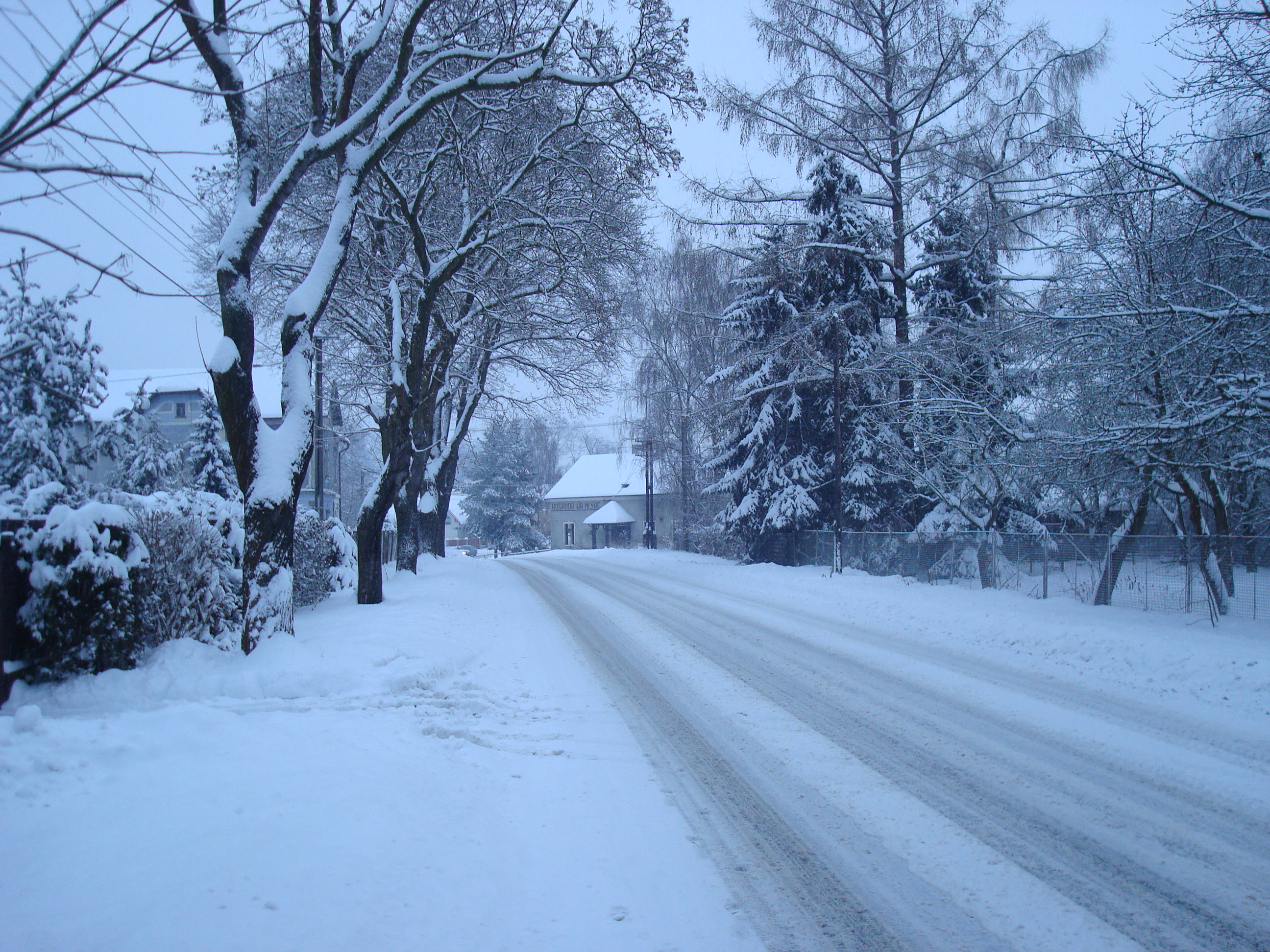
Silnice v zimě